# Flavio Roberto Carraro
Flavio Roberto Carraro O.F.M.Cap. (Fossò, província de Veneza, 3 de fevereiro de 1932 – Conegliano, 17 de junho de 2022) foi um religioso católico romano italiano, Ministro geral dos Capuchinhos e Bispo de Verona.

## Biografia
Nasceu em Sandon, aldeia de Fossò, na cidade metropolitana de Veneza e na diocese de Pádua, em 3 de fevereiro de 1932.

### Treinamento sacerdotal e ministério
Em 1942 matriculou-se no seminário seráfico de Rovigo e em 1948, aos 16 anos, ingressou no noviciado da ordem da província capuchinha de Veneza, em Bassano del Grappa. Em 15 de agosto de 1949 emitiu a primeira profissão na Ordem dos Frades Menores Capuchinhos, enquanto em 25 de março de 1953, no santuário de São Leopoldo Mandic, em Pádua, emitiu a profissão perpétua.
Em 16 de março de 1957 foi ordenado sacerdote na Basílica de São Marcos em Veneza pelo Cardeal Angelo Giuseppe Roncalli, patriarca de Veneza.
Após a ordenação, obteve a licenciatura em teologia espiritual na Pontifícia Universidade Gregoriana e depois em estudos bíblicos no Pontifício Instituto Bíblico de Roma.
No Veneto foi diretor do Estudo Teológico de Veneza, de 1966 a 1970, reitor do colégio internacional "San Lorenzo", de 1970 a 1972, e posteriormente vigário, de 1972 a 1975 e depois provincial da província veneziana do Frades Capuchinhos, até 1982.
Em 9 de junho de 1982 foi eleito ministro geral da Ordem dos Frades Menores Capuchinhos, sendo depois reconfirmado para um segundo mandato, de 28 de junho de 1988 a 20 de junho de 1994.

### Ministério episcopal

#### Bispo de Arezzo-Cortona-Sansepolcro
Em 8 de junho de 1996, o Papa João Paulo II nomeou-o bispo de Arezzo-Cortona-Sansepolcro; ele sucedeu Giovanni D'Ascenzi, que renunciou ao atingir o limite de idade.
No dia 7 de agosto seguinte recebeu a ordenação episcopal, na catedral dos Santos Pedro e Donato de Arezzo, do cardeal Silvano Piovanelli, arcebispo metropolitano de Florença, co-consagrando o capuchinho Francesco Gioia, arcebispo emérito de Camerino-San Severino Marche, e o bispo Giovanni D'Ascenzi, seu antecessor. Na mesma celebração tomou posse da diocese.

#### Bispo de Verona
Em 25 de julho de 1998 foi transferido pelo mesmo Papa para a Diocese de Verona, onde sucedeu a Attilio Nicora, que já havia renunciado depois de ter assumido outras funções em Roma. No dia 3 de outubro seguinte tomou posse da diocese.
Encontrou-se no centro de acontecimentos significativos mas também discutidos e, em alguns casos, por alguns órgãos de imprensa, objecto de dura polémica: a 17 de Setembro de 2000, na reitoria de Santa Toscana em Verona, a missa segundo o antigo rito: foi a primeira vez em Veneza que um bispo celebrou segundo o missal de 1962 após a reforma litúrgica, e mesmo no resto da Itália o evento aconteceu muito raramente; esta iniciativa foi inserida como um momento de aproximação e diálogo com os fiéis que se referem à missa em latim, e com aqueles que acreditam ser seu dever seguir exclusivamente o rito pós-conciliar.
Outro acontecimento particular ligado à figura de Carraro foi a solene celebração, na catedral de Verona, da Epifania do povo, em concertação com o centro missionário diocesano. É uma celebração da Missa com características multiétnicas, que acolhe também músicas e expressões tradicionais de outros povos, principalmente africanos.
No dia 3 de dezembro de 2002, juntamente com o bispo de La Spezia-Sarzana-Brugnato Bassano Staffieri, dirigiu uma carta às comunidades islâmicas na Itália, por ocasião da festa de Id al-fitr (conclusão do Ramadã). Os dois bispos convidaram-nos a criar oportunidades de diálogo, de encontro e de solidariedade, afirmando que os religiosos devem evitar que “a fé seja usada como instrumento para esconder outros interesses, que podem levar homens e nações ao conflito”.
Durante o seu episcopado convocou e celebrou o sínodo diocesano de 2002 a 2005. No dia 19 de Outubro de 2006 acolheu o Papa Bento XVI em visita a Verona, por ocasião da Conferência Eclesial Nacional. De 2000 a 2006 foi presidente da Comissão Episcopal para a Evangelização dos Povos e a Cooperação entre as Igrejas da Conferência Episcopal Italiana.
Foi presidente honorário da comissão de canonização do Beato Marco d'Aviano, com sede em Pordenone.
No dia 8 de maio de 2007, o Papa Bento XVI aceitou a sua renúncia, apresentada por ter atingido o limite de idade, do governo pastoral da diocese de Verona; foi sucedido por Giuseppe Zenti, até então bispo de Vittorio Veneto. Permaneceu administrador apostólico da diocese até a entrada de seu sucessor no dia 30 de junho seguinte.
Como bispo emérito retirou-se para o convento dos frades capuchinhos do santuário de Santa Maria dell'Olmo em Thiene, na província de Vicenza e na diocese de Pádua. Em 2017 mudou-se para a enfermaria da sua ordem religiosa em Conegliano, onde faleceu a 17 de junho de 2022, aos 90 anos. Após o funeral, celebrado em 21 de junho pelo Cardeal Gualtiero Bassetti na catedral de Verona, foi sepultado na cripta do mesmo edifício.